# Пограничные войска Израиля

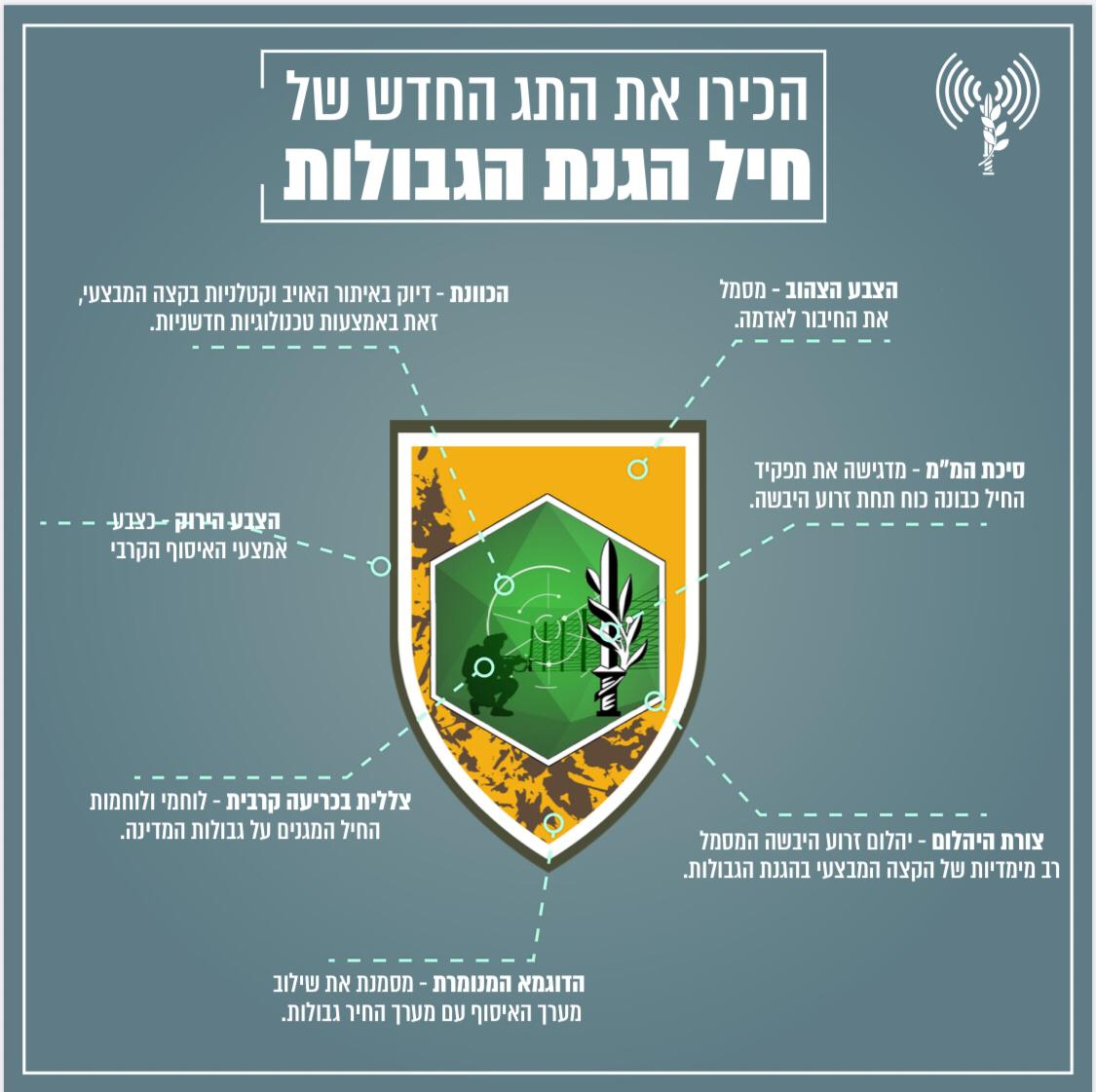
Расшифровка эмблеммы погранвойск

Пограничные войска Израиля (ивр. חיל הגנת הגבולות‎) — израильский род войск и военный корпус в Армии обороны Израиля, входящий в Сухопутные войска Израиля, роль которого заключается в постоянной деятельности по обеспечению безопасности, сборе боевых разведданных, а также охране и защите границ Израиля.
Были образованы в 2020 году объединением пограничных полевых частей и Службы полевой разведки.
Корпус, который до июля 2020 года именовался «формированием пограничной обороны», включает в себя пять батальонов, ранее называвшихся легкой пехотой : «Каракаль», «Иорданские львы», «Гепарды», «Стражи долины» и «Пантеры», а также пять секторальных батальонов Службы полевой разведки, состоящих из наблюдателей и бойцов с несколькими боевыми ротами. Они частично разделены по полу для юношей и девушек, и только некоторые подразделения являются смешанными.
В январе 2020 года подразделение следопытов Армии обороны Израиля было добавлено в пограничные войска.
Нынешним командиром пограничных войск является бригадный генерал Амит Ямин.

## Характеристики и функции погранвойск
Пограничные войска входят в сухопутные войска и включают в себя пограничные пехотные батальоны вместе с пятью батальонами Службы полевой разведки .

### Пограничные пехотные батальоны
Основное назначение этих батальонов — постоянная охрана и, в случае войны, оборона границ Израиля. В чрезвычайной ситуации задача батальонов состоит в том, чтобы взять на себя охрану границ вместо маневрирующих сил пехоты, которые войдут на территорию противника.
Пехотные батальоны участвуют в текущей деятельности по обеспечению безопасности в Иудее и Самарии, а также на границах Израиля с Египтом и Иорданией и объединяют бойцов мужского и женского пола в одной структуре. Батальоны принадлежали к системе охраны границы, которая была создана в 2017 году, но большинство батальонов существовало также и до этого. До создания формирования батальоны назывались смешанными пехотными батальонами или смешанными батальонами (хотя в Армии обороны Израиля есть и несколько других батальонов и подразделений, которые объединяют бойцов мужского и женского пола, таких как Спасательно-учебная бригада, бригада противовоздушной обороны, части Пограничной полиции и Артиллерийского корпуса и др.).
Создание смешанных батальонов началось в рамках тенденции в Армии обороны Израиля по снятию бойцов первого эшелона и солдат резерва с задач по охране «границ мира» с Иорданией и Египтом, которые считаются относительно спокойными, чтобы действовать в секторах, которые считаются более сложными, высвободить больше времени для обучения и сэкономить деньги за счет сокращения использования солдат резерва. Набор женщин на боевую роль, которую до этого выполняли только мужчины, служит решению проблемы кадрового потенциала. Женщины заменяют резервистов в артиллерийских войсках и бронетанковых войсках, которые до этого составляли основную силу на границах.
Первым сформированным батальоном стал 33-й батальон «Каракаль». После успеха батальона «Каракаль», в результате формирования которого мотивация девушек к службе на боевых должностях возросла на 50 %, началось формирование других батальонов. В 2019 году было опубликовано исследование, показывающее, что военнослужащие, служащие в Корпусе охраны границы, страдают низкой мотивацией и чувствуют себя ненужными для военной системы.
В 2017 году раввины религиозного сионизма, в том числе и либерального толка, опубликовали религиозные предписания о том, что служба в смешанных батальонах запрещена по Галахе.

## Школа охраны границы
Школа пограничной обороны является учебной базой для всех частей корпуса, отвечающей за тиронут, повышение квалификации и командную подготовку. Школа расположена на базе Маген-Сайярим.

## Командиры пограничных войск

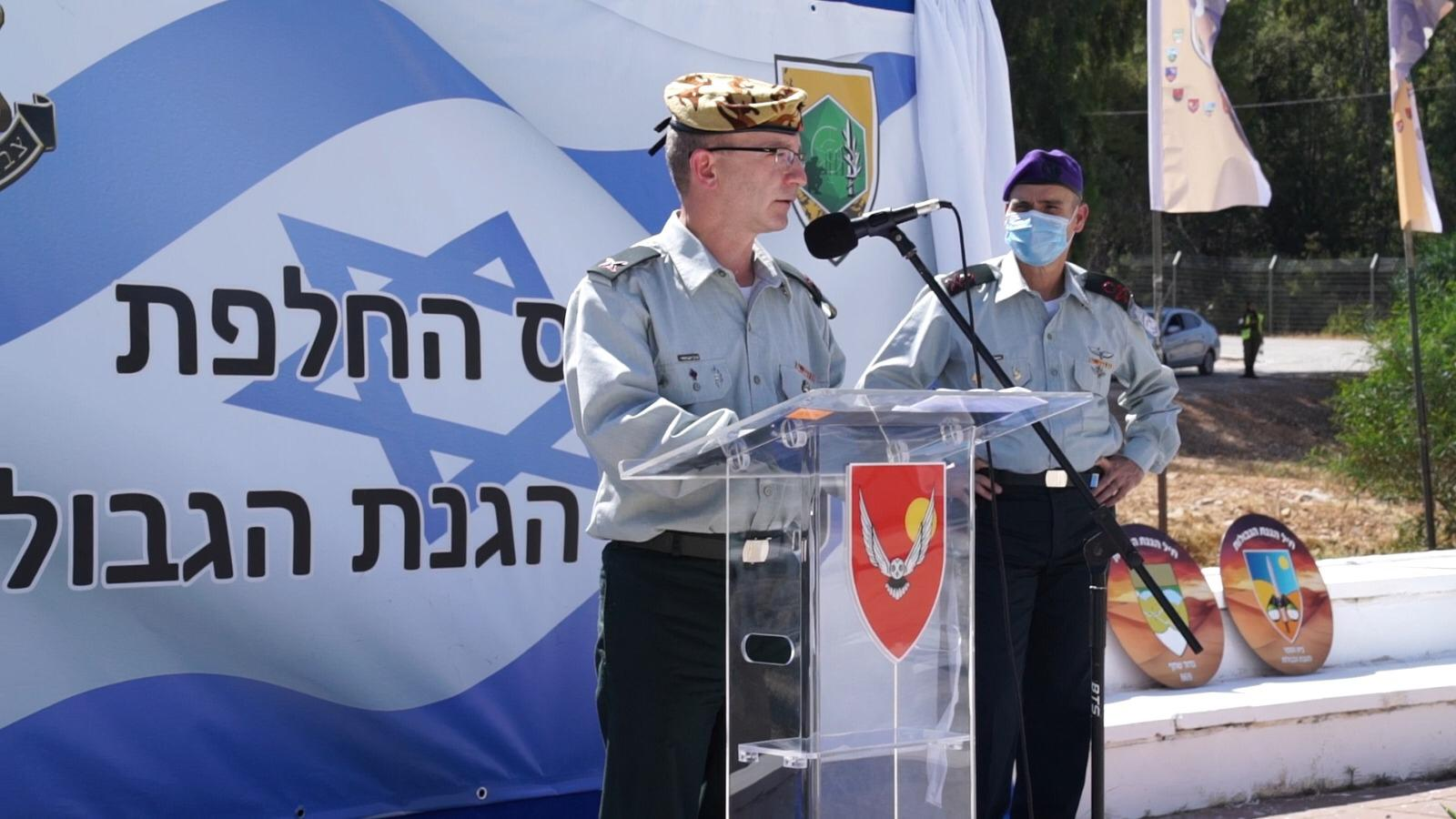
Первый командир пограничных войск бригадный генерал Амир Эбштейн выступает на церемонии создания пограничных войск 15 июля 2020 года. Справа от него командующий сухопутными войсками генерал-майор Йоэль Стрик

## Оборудование
Мужчины и женщины-бойцы пограничных пехотных полков вооружены укороченными автоматами М-16 и автоматами / снайперскими винтовками М4А1.В период с 2009 по 2017 год бойцы батальона «Каракаль» использовали винтовку типа «Тавор», которая используется бойцами регулярных пехотных войск, но в итоге было решено вернуться к М-16. Кроме того, для женщин-бойцов были разработаны специальные боевые жилеты и каски, соответствующие их телосложению. Помимо автоматов, женщины-бойцы также оснащены Негев и Магазинные пулеметы и снайперскими винтовками.
Передвижение личного состава осуществляется на вездеходах типа Суфа М-240, Давид, Зэев, Хаммер и др.

## Эмблема и берет
Бойцы пехотных батальонов носят берет Корпуса охраны границы пятнистого пустынно-жёлто-коричневого цвета, который заменил светло-зелёный берет бригады Нахаль, который использовался батальонами до создания формирования. Солдаты пехоты носят красные ботинки, и у каждого батальона есть уникальная планка, а эмблема батальона соответствует эмблеме бригады, в которой они действуют.
Бойцы Службы полевой разведки носят берет гладкого пустынно-жёлтого цвета и чёрные ботинки.